# Islas Vírgenes Británicas en los Juegos Olímpicos de Seúl 1988
Las Islas Vírgenes Británicas estuvieron representadas en los Juegos Olímpicos de Seúl 1988 por tres deportistas masculinos que compitieron en dos deportes.
El portador de la bandera en la ceremonia de apertura fue el atleta Willis Todman. El equipo olímpico virgenense británico no obtuvo ninguna medalla en estos Juegos.